# John Bowe
John Bowe, född den 16 april 1954 i Devonport, Australien, är en australisk racerförare från Tasmanien.

## Racingkarriär
Bowe körde i formelbilar tidigt i karriären, och vann det australiska förarmästerskapet 1984 och 1985 efter flera andra och tredjeplatser. Efter det satsade Bowe på ATCC, där han 1988 och 1989 slutade på andraplats. Han hade vid samma tidpunkt även framgångar i det australiska sportvagnsmästerskapet, där han 1986 vann titeln. Efter några stabila säsonger i början av 1990-talet blev Bowe trea 1993, vilket han 1995 förbättrade och tig sin enda titel i ATCC. Han blev sedermera tvåa både 1996 och 1997 och femma 1998. Han körde därefter i ombildningen till V8 Supercar, där han dock inte lyckades särskilt bra, utan blev som bäst nia år 2004. Han tävlade inget under 2008, men har aldrig slutat, men tävlandet är sporadiskt.